# 塭港堆燈塔
塭港堆燈塔，又稱外傘頂洲燈塔，是一座位於台灣雲林縣口湖鄉外傘頂洲（實際上為嘉義縣東石鄉外海）的鋼架結構燈塔。

## 歷史
- 1914年首建，高度15公尺，裝用五等電石氣閃光燈，每2秒一閃，光力800燭光。
- 1920年傾倒，隔年重建，塔形燈器與原塔同，後因沙洲移動再次流失。
- 1957年另建20.7公尺高方形鋼架塔，初用五等電石氣燈，光力800燭光。
- 後於1965年改裝直流電燈，光力增至2600燭光，每3秒一閃。1974年因沙洲移動，並為改善目標，移至附近新址，改建為方錐形鋼架塔，換用四等直流電燈，光力增至3500燭光。
- 1977年改進設備，光力加強為10000燭光，塔高32.4公尺，燈高35.5公尺，公稱光程14.3浬。另設有多向金屬雷達反射器。

自1914年首建以來，塭港堆燈塔因沙洲漂移、海水浸蝕等因素而多次傾斜倒塌，前後歷經七次重建，是全臺灣燈塔中，重建次數最多者。

## 燈塔結構與行政諸元

### 燈塔結構諸元
- 塔高：14.1公尺。
- 塔身塗色・構造：方錐形鋼架塔。
- 燈高：36.5公尺〈以高潮面至燈火中心計〉。
- 燈器：4等直流電燈。
- 燈質（頻率）：白閃光，4秒。明0.6秒，暗3.4秒。
- 光力：10,000支燭光。
- 公稱光程：11浬。
- 雷達標桿：雙頻道雷達標桿。

### 燈塔行政諸元
- 管轄機關：由交通部航港局管轄。
- 人員編制：無看守人。
- 開放參觀與否：否。

## 關連項目
- 臺灣地區燈塔列表
- 世界燈塔列表（英语：List of lighthouses and lightvessels）
- 日本燈塔50選

## 外部連結
- 交通部航港局-塭港堆燈塔 （页面存档备份，存于）
- 台灣塭港堆燈塔 （页面存档备份，存于）
- 台灣海關博物館